# Gente di rispetto (film)
Gente di rispetto è un film del 1975, diretto da Luigi Zampa e tratto dall'omonimo romanzo di Giuseppe Fava.

## Trama
La maestra Elena Bardi viene trasferita da Sondrio in una cittadina siciliana, dove viene molestata da un uomo senza che nessuno intervenga. La mattina successiva costui viene trovato giustiziato. Elena trova alloggio presso l'avvocato Bellocampo, enigmatico possidente che conosce tutti gli inconfessabili segreti della città. A scuola Elena si scontra con le difficoltà dell'evasione scolastica, mentre il suo anticonformismo le impedisce di legare con i colleghi, salvo che con il Professor Belcore, con cui inizia una relazione, che, però, lui non ha il coraggio di rendere pubblica. Un giorno Bellocampo la conduce nei quartieri poveri della città dove ha origine l'evasione scolastica e la informa che il degrado potrebbe essere eliminato con l'approvazione di una legge ferma in Parlamento. 

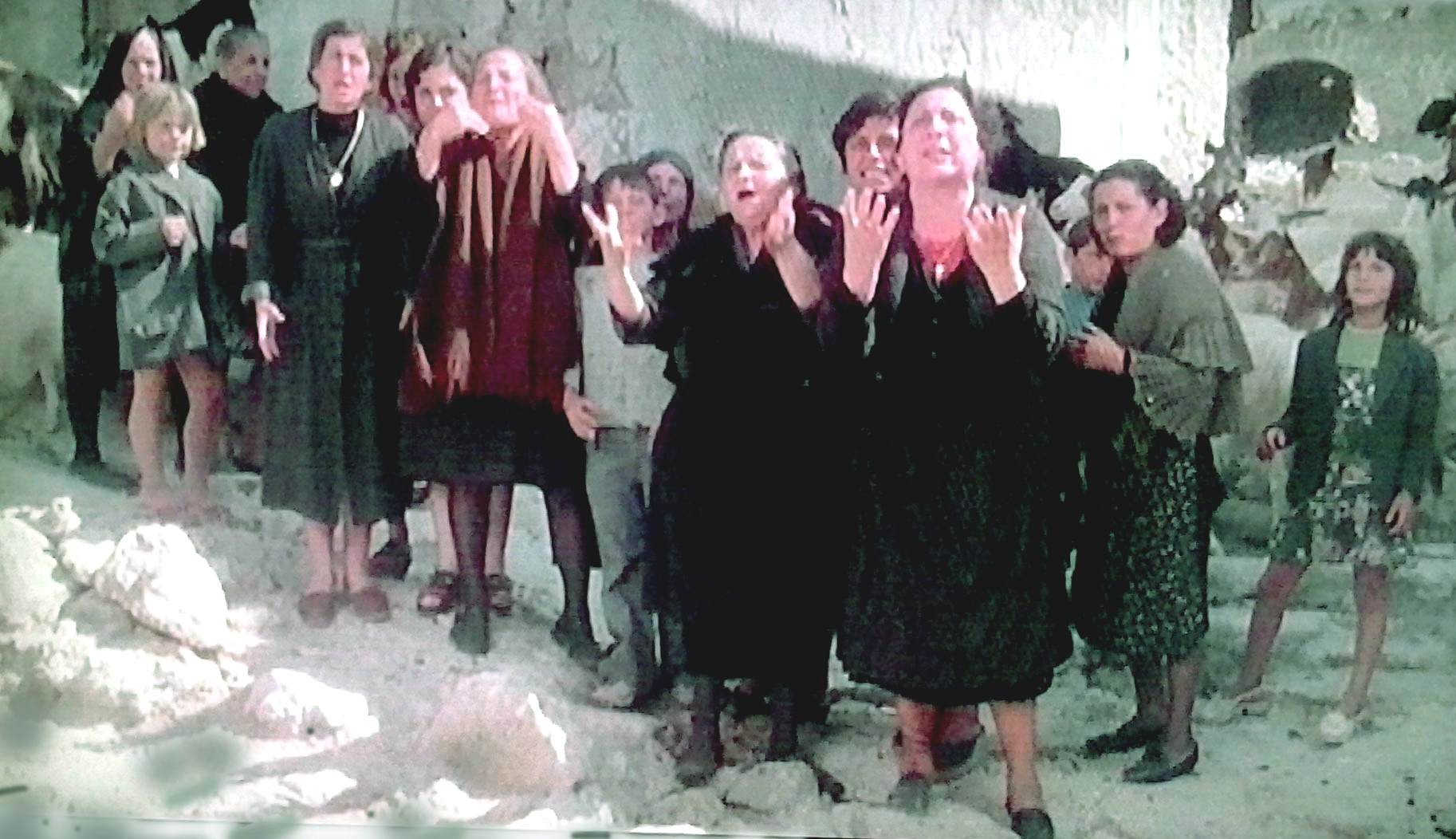
Una scena del film ambientata in un quartiere popolare di Ragusa

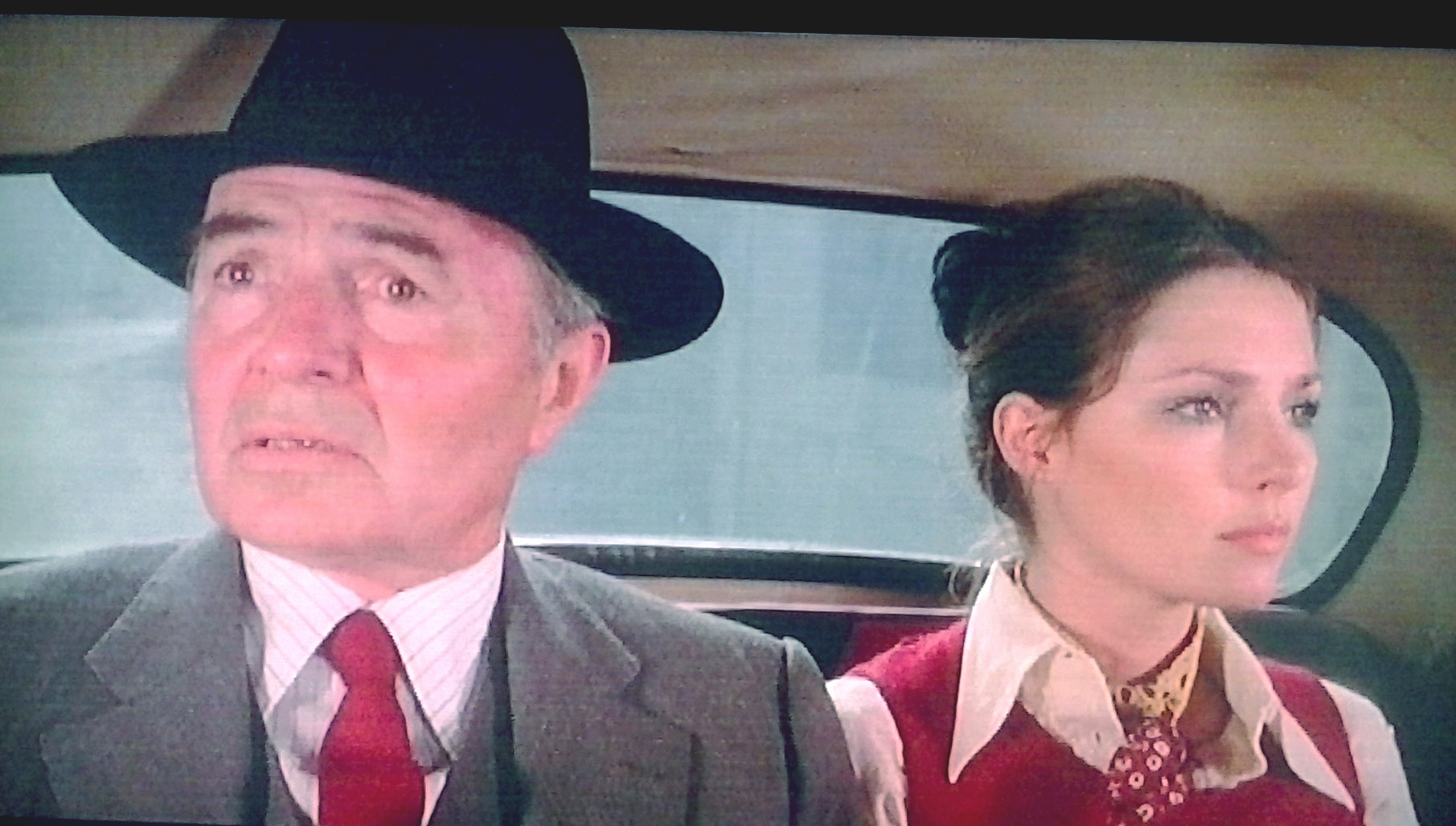
James Mason e Jennifer O'Neill in una inquadratura del film

Quando è vittima di una seconda aggressione i cui esecutori vengono anch'essi ritrovati uccisi, Elena si rende conto che tutti pensano ad un suo misterioso potere. Benché sconcertata da questa mentalità, decide di utilizzarla e chiede al Sindaco di elargire sussidi alle famiglie più povere, cosa che riesce subito ad ottenere. La considerazione verso di lei aumenta a tal punto che adesso tutti mandano a scuola i figli. Incontra anche il potente senatore Cataudella e gli chiede di sbloccare la legge per il risanamento dei quartieri poveri, il che avviene poco tempo dopo.
Ma un giornalista le rivela che in realtà è stato approvato solo un testo parziale per intervenire nelle aree che interessano una speculazione di Bellocampo. Di fronte all'indignazione di Elena, egli le spiega di odiare la città perché uccisero suo fratello quando era Podestà. Elena si rende conto di essere stata usata, ed anche la relazione con Belcore finisce per la viltà di costui. Decide quindi di andarsene, ma la mattina della partenza non sale sull'autobus che la porterebbe lontano.

## Produzione
Uno degli ultimi film realizzati da Luigi Zampa (dopo questo girerà soltanto altre due pellicole, prima di ritirarsi nel 1979), Gente di rispetto venne prodotto nei primi mesi del 1975 da una società produttrice facente capo alla "galassia" di Carlo Ponti. Il film è stato girato in gran parte a Ragusa Ibla mentre per altri esterni venne stato utilizzato lo scenario barocco della città di Palazzolo Acreide (provincia di Siracusa), paese natale dello stesso autore Giuseppe Fava. Le scene sono state girate tra Piazza del Popolo, dove vengono trovati giustiziati dalla mafia gli stessi aggressori della maestra, e Corso Vittorio Emanuele III, nei locali del Municipio, dove nella trama viveva la protagonista. Gli interni sono stati realizzati nei teatri di posa "Incir" di Roma.
Il film si inserisce nel "filone" cinematografico che affronta e descrive il fenomeno e le implicazioni della mafia, particolarmente praticato in quegli anni dal cinema italiano. Zampa non era nuovo ad ambientazioni siciliane dei suoi film: dalla collaborazione con Brancati erano nati negli anni Cinquanta due dei suoi film migliori Anni difficili ed Anni facili, ambientati in tutto o in parte in quella regione (come anche il successivo L'arte di arrangiarsi).

Il film di Zampa costituì la prima occasione cinematografica italiana per Jennifer O'Neill, che subito dopo entrerà nel cast de L'innocente, ultimo film diretto da Visconti prima della morte. 
 
La colonna sonora scritta da Ennio Morricone (definita «musica martellante» dal critico Tullio Kezich), è diventato e rappresenta ancora oggi uno dei commenti musicali più noti ed utilizzati per accompagnare filmati in cui si parla di mafia.

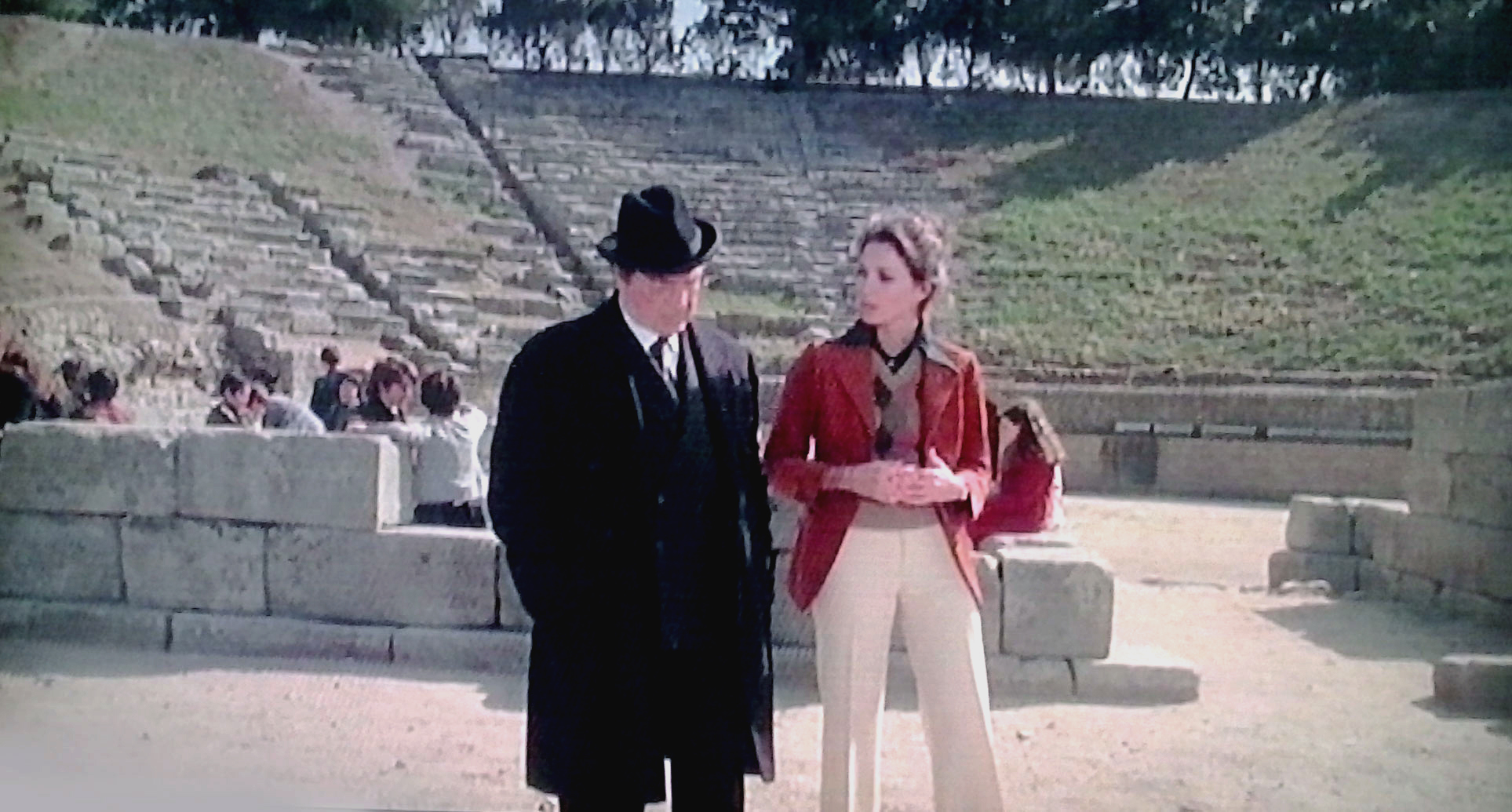
Claudio Gora e Jennifer O'Neill

## Accoglienza

### Critica

#### Giudizi contemporanei
La prima proiezione pubblica avvenne a Roma il 29 ottobre 1975, e sul film vi furono giudizi contrastanti. Da un lato vi fu chi, come Leo Pestelli, apprezzò il film, in quanto Zampa «è riuscito nel non facile assunto di fare un nuovo film "siculo" senza urtare nei luoghi comuni, negli eccessi vernacolari, nella gratuita violenza di quel genere così abusato [con] un film robusto, di larga comunicazione popolare, ma insieme sottilmente collegato al senso del mistero». Positivi, pur con qualche riserva, i giudizi de La rivista del cinematografo secondo cui «il film si snoda lungo un persuasivo filo giallo [anche se] il regista colorisce, spesso più del necessario. Gente di rispetto resta un racconto avvincente e non futile» e del Corriere della Sera che lo definisce «una sorta di "giallo" che mentre stinge nel kafkiano, dall'altro fruga in una delle sacche più terrificanti della società italiana» realizzando «un film gradevole alle grandi platee italiane e straniere».

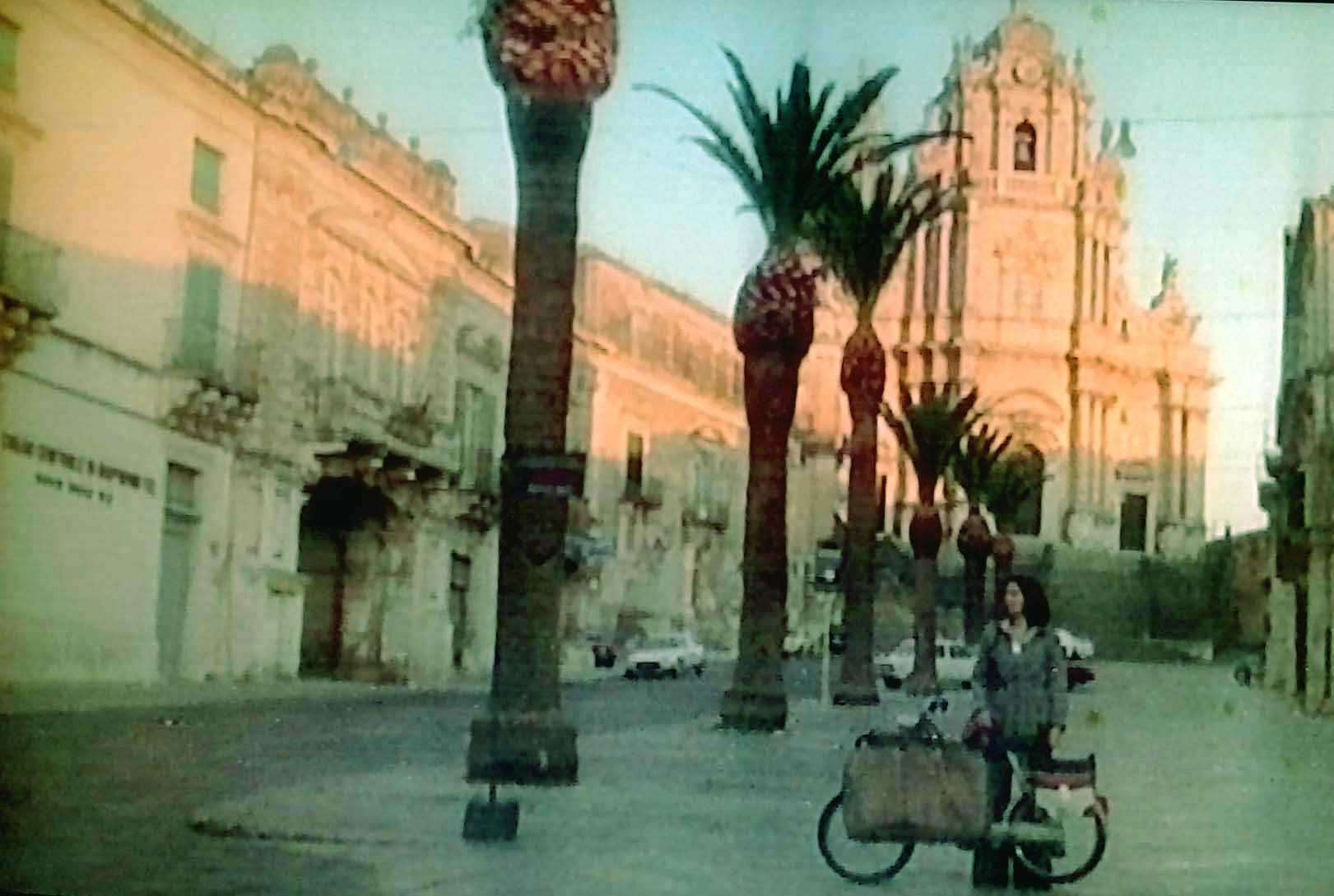
Scena finale del film ambientata nella piazza del duomo di Ragusa Ibla.

Ma, a fronte dei commenti più o meno benevoli, ve ne furono altri molto più negativi come quello di Tullio Kezich, secondo il quale «la tesi di Zampa è che «siciliani non si nasce, ma si diventa» ed il film (ma anche il romanzo) soffre di un «difetto capitale: cercare spiegazioni psicologiche o individuali per un fenomeno di malcostume e delinquenza che attiene soprattutto al terreno economico e politico».

#### Giudizi successivi
Col tempo hanno però prevalso i giudizi negativi, da quello di Gianni Rondolino secondo cui «Zampa ha preferito accentuare i motivi romanzeschi, caricare le tinte ed al tempo stesso fornire una serie di spiegazioni sin troppo semplicistiche», a quello del Mereghetti, che definisce «macchinoso» l'intreccio ed «improbabili» i personaggi, mentre il Morandini va oltre sostenendo che «infastidisce ed offende il modo in cui sono rappresentate le genti siciliane ed i suoi costumi (...) certe accentuazioni deformanti non sono sopportabili in un dramma che pretende di essere realistico: diventano una forma di disprezzo». Secondo Alberto Pezzotta, infine, Gente di rispetto risulta «uno dei film meno riusciti di Zampa [in cui] si lancia in spiegazioni arzigogolate» sul fenomeno mafioso.

### Accoglienza
I dati relativi agli incassi del film non sono univoci. Mentre il Dizionario dei film gli attribuisce un introito di 458 milioni di lire, il Catalogo Bolaffi espone invece un esito economico di quasi 618 milioni, risultato che lo situerebbe al 23º posto nella classifica di incassi tra le circa 240 pellicole prodotte in Italia nella stagione 1975 - 76, nella quale campione di incassi, con oltre 7 miliardi, fu Amici miei di Mario Monicelli.